# کوه‌های فیشتل

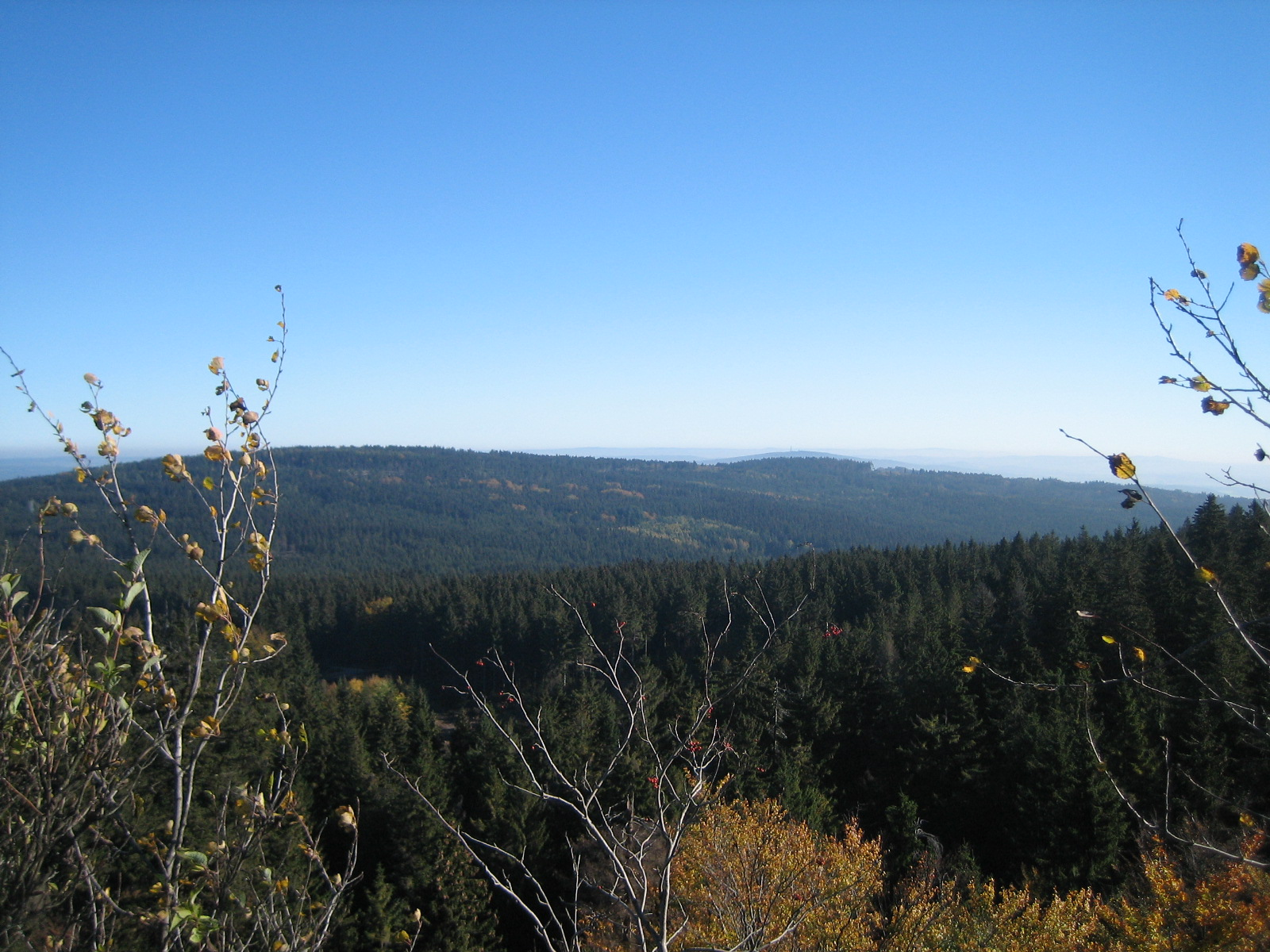
رشته‌کوه از والداشتاین

کوه‌های فیشتل (به آلمانی: Fichtelgebirge)، در شمال شرقی ایالت بایرن، در جنوب آلمان قرار دارند. این کوه‌ها مرز ما بین جمهوری چک و جنگل‌های فرانکن در شمال غربی، کوه‌های ارتس در شما شرقی و جنگل‌های پالاتینیت در جنوب هستند. ساختار مربعی آن باعث ایجاد محلی برای جدا شدن چند رودخانه از یکدیگر شده‌است. نام این رشته‌کوه از درختان صنوبر گرفته شده‌است، (به آلمانی: Fichte) صنوبر است.
در این منطقه رودخانه‌های زاله و اگر به الب می‌ریزند، همچنین رودخانه‌های وایسر ماین به راین و رودخانه ناب به دانوب. بلندترین کوه این منطقه، کوه اشنی با ارتفاع ۱۰۵۱ متر است. سنگ‌های گرانیت، درختان صنوبر پوشش اصلی این رشته‌کوه هستند. بیشتر درختان این منطقه در قرون وسطی قطع شده‌است.
در حال حاضر منطقه دارای جمعیت قابل توجهی است. در این منطقه بیشتر مردم به تولید پارچه‌های کتان، نجاری یا تراش سنگ مشغول هستند. شهرهای بزرگ و معروف منطقه آلکسندرباد، ووزیدل (دارای یک موزه سنگ هست). 